# Victoria Wright (curling)
Victoria Wright –conocida como Vicky Wright– (Dumfries, 15 de agosto de 1993) es una deportista británica que compite por Escocia en curling.
Participó en los Juegos Olímpicos de Pekín 2022, obteniendo una medalla de oro en la prueba femenina. Ganó dos medallas en el Campeonato Europeo de Curling, en los años 2019 y 2021.

## Palmarés internacional
| Representando al Reino Unido |                       |                  |        |
| Juegos Olímpicos             |                       |                  |        |
| Año                          | Lugar                 | Medalla          | Prueba |
| 2022                         | Pekín (China)         | Medalla de oro   | Equipo |
| Representando a Escocia      |                       |                  |        |
| Campeonato Europeo           |                       |                  |        |
| Año                          | Lugar                 | Medalla          | Prueba |
| 2019                         | Helsingborg (Suecia)  | Medalla de plata | Equipo |
| 2021                         | Lillehammer (Noruega) | Medalla de oro   | Equipo |